# Clásico Huanuqueño
El Clásico de Huánuco es un encuentro de fútbol disputado por los dos clubes más importantes de Huánuco: Alianza Universidad y León de Huánuco.
Este encuentro se jugó con regularidad en la Liga Departamental de Huánuco hasta que León de Huánuco subió a la Primera División del Perú.

## Historia
En la década de los '60, el entonces llamado Alianza Huánuco coincidió en la Primera División de la Liga Distrital de Huánuco con León (que salió a la luz siete años después), Señor de Puelles, Juan Bielovocic y Santa Rosa, entre otros. El aficionado concurría al estadio Modelo de Huánuco (hoy estadio Heraclio Tapia) ávido de apreciar fútbol. Sin embargo, se deleitaban de manera especial con los enfrentamientos que protagonizaban aliancistas y cremas.
Pese a ello, las distancias se empezaron a marcar de inmediato. Mientras León era el candidato de rigor para pelear por el título y avanzar a la Etapa Provincial, Alianza Huánuco no asomaba con fuerza y transitaba en la medianía de la tabla. Igual, ambos fueron ganando adeptos y, junto a Señor de Puelles, se convirtieron en los abanderados de la zona.
En 1972, León llegó hasta la finalísima de la Copa Perú y, tras obtener el subcampeonato (con jugadores netamente huanuqueños), consiguió su acceso a la máxima categoría. Paralelamente, la situación de Alianza Huánuco no tenía ningún destello: el principal objetivo era alcanzar el título distrital y, luego, esperar lo que el destino le depare; en ese momento, la fortuna aún no estaba de su lado.
Transcurrieron los años y León fue haciéndose más conocido: el conjunto crema fue cobrando protagonismo en el Descentralizado y, pese a descender en 1979, supo recomponerse y pegar el retorno al fútbol rentado en el acto, obteniendo el título de la Copa Perú en 1980. Lo de Alianza Huánuco, en cambio, fue haciéndose cada vez más sólido: en 1990, ya convertido en uno de los máximos exponentes de la localidad, obtuvo el cupo a la Primera División tras derrotar a Social Magdalena de Ayacucho.
Así, en 1991, aliancistas y cremas volvieron a toparse en encuentros oficiales, pero esta vez en la máxima categoría. El 19 de mayo, por el Regional I, el estadio Heraclio Tapia fue testigo del triunfo de León por 2-0. Semanas más tarde, en el mismo escenario, pero con Alianza Huánuco fungiendo de local, se registró el segundo triunfo de los cremas, esta vez por la mínima diferencia. Mientras León, dirigido por el recordado Diego Agurto, arrasó en el Regional II y se aseguró un lugar en el Descentralizado de 1992, su máximo antagonista no alcanzó la cantidad suficiente de puntos y fue presa de la reducción de equipos, perdiendo la categoría en su primera aventura profesional. Pese a la situación, y dada la circunstancia, los enfrentamientos León - Alianza Huánuco ya eran catalogados como un clásico.
Se volvieron a enfrentar nuevamente en la liga tras el descenso de León, en 1995. Eran los tiempos en que Alianza Huánuco utilizaba por última vez su uniforme azul con franjas verticales rojas y que, además, no podía traspasar la Etapa Departamental. Los cremas, ya sin el imperio de Luzmila Templo, acumulaban sendas participaciones en la Etapa Regional, pero con poco éxito.
En 2004, Alianza Huánuco se adhiere a la Universidad de Huánuco y adopta una nueva denominación (Alianza Universidad). Aquella temporada, junto a León, se convierten en los abanderados del departamento y participan en la Región III con los representantes de Junín y Pasco: ambos quedaron al margen, pero en el mano a mano, esta vez la diferencia la sacaron los azulgranas: igualaron sin goles en la ida y ganaron 2-1 en la revancha.
En las últimas temporadas la rivalidad se ha ido extendiendo. Alianza Universidad de Huánuco, en 2007 y 2008 (y pese a ubicarse en diferentes grupos), desplazó a León y avanzó hasta la Etapa Nacional (eliminado en ambas oportunidades por Sport Huamanga). Para este año, ambos tomaron parte de la Liga Superior y, como era de esperarse, regalaron electrizantes cotejos, además de quemar etapas de la mano.
En la jornada inaugural, el triunfo le correspondió a Alianza Universidad por 5-3, mientras en la décima fecha, León ganó 2-1 en un encuentro manchado por un absurdo conato de bronca que sembró el pánico en el Heraclio Tapia. Luego, se volvieron a ver las caras en la final de la Etapa Departamental: esta vez ganaron los azulgranas por un ajustado 2-1. En la Regional, ambos se encargaron de mostrar su supremacía y dejaron en el camino a los representantes de Junín y Pasco. Así, tuvieron que definir un nuevo título. Tras empatar a un gol por bando, los disparos desde los doce pasos consagraron a Alianza Universidad de Huánuco, que derrotó a los cremas en la tanda de penales por 2-3.